# Put Your Hands Up (If You Feel Love)
"Put Your Hands Up (If You Feel Love)" er en sang af den australske sangerinde Kylie Minogue udgivet som den fjerde single fra hendes ellevte studiealbum Aphrodite (2010).

## Udgivelse
Singlen blev først udgivet i Japan den 29. maj 2011 som en digital version, herunder et nyt spor med titlen "Silence". Den samme version og en anden med remixer blev begge udgivet i Europa. Samme digitale versioner blev udgivet i Australien. Sange på CD-en blev også udgivet digitalt, så der i alt tre forskellige digitale versioner offentliggjort i Minogues hjemland alle den 3. juni 2011.
"Put Your Hands Up (If You Feel Love)" opholdt en uge i størstedelen af hitlisterne, herunder Australien, Østrig og Storbritannien. Singlen nåede kun nummer 50 på ARIA Charts og nummer 93 på UK Singles Chart. Men sangen nåede nummer 48 i Belgien den 11. juni 2011 og nummer 36 den 25. juni 2011. I USA nåede sangen nummer 41 på Billboard (Hot Dance Club Songs) den 9. juli 2011 og nåede førstepladsen den 3. september 2011. Alle singler fra Aphrodite har nået førstepladsen på denne hitliste.

## Formater og sporliste
Digital EP 1
1. "Put Your Hands Up (If You Feel Love)" – 3:38
2. "Put Your Hands Up (If You Feel Love)" (Pete Hammond Remix) – 7:54
3. "Put Your Hands Up (If You Feel Love)" (Basto's Major Mayhem Edit) – 3:00
4. "Put Your Hands Up (If You Feel Love)" (Live from Aphrodite: Les Folies Tour) – 3:49
5. "Silence" – 3:42

Digital EP 2 / CD single
1. "Put Your Hands Up (If You Feel Love)" – 3:39
2. "Put Your Hands Up (If You Feel Love)" (Pete Hammond Remix Radio Edit) – 3:35
3. "Put Your Hands Up (If You Feel Love)" (Pete Hammond Remix) – 7:55
4. "Cupid Boy" (Live from London) – 5:34
5. "Cupid Boy" (Stereogamous Vocal Mix) – 6:59

The Remixes digital EP
1. "Put Your Hands Up (If You Feel Love)" (Nervo Hands Up Extended Club Mix) – 6:57
2. "Put Your Hands Up (If You Feel Love)" (Basto's Major Mayhem Mix) – 5:22
3. "Put Your Hands Up (If You Feel Love)" (Basto's Major Mayhem Dub) – 5:50
4. "Put Your Hands Up (If You Feel Love)" (Bimbo Jones Remix) – 6:02
5. "Put Your Hands Up (If You Feel Love)" (Pete Hammond Remix Edit) – 4:37

## Hitliste
| Hitliste                          | Placering |
| --------------------------------- | --------- |
| Australien (ARIA Charts)          | 50        |
| Østrig (Ö3 Austria Top 75)        | 38        |
| Belgien (Ultratip Flandern)       | 36        |
| Storbritannien (UK Singles Chart) | 93        |
| Billboard (Hot Dance Club Songs)  | 1         |

## Udgivelse historie
| Land           | Dato         | Format                                             | Pladeselskab           |
| -------------- | ------------ | -------------------------------------------------- | ---------------------- |
| Danmark        | 29. maj 2011 | Digital EP 1                                       | EMI                    |
| Frankrig       | 29. maj 2011 | Digital EP 1                                       | EMI                    |
| Tyskland       | 29. maj 2011 | Digital EP 1                                       | EMI                    |
| Irland         | 29. maj 2011 | Digital EP 1                                       | EMI                    |
| Japan          | 29. maj 2011 | Digital EP 1                                       | EMI                    |
| Mexico         | 29. maj 2011 | Digital EP 1                                       | EMI                    |
| Storbritannien | 29. maj 2011 | Digital EP 1                                       | Parlophone             |
| Danmark        | 3. juni 2011 | The Remixes digital EP                             | EMI                    |
| Frankrig       | 3. juni 2011 | The Remixes digital EP                             | EMI                    |
| Tyskland       | 3. juni 2011 | The Remixes digital EP                             | EMI                    |
| Irland         | 3. juni 2011 | The Remixes digital EP                             | EMI                    |
| Japan          | 3. juni 2011 | The Remixes digital EP                             | EMI                    |
| Mexico         | 3. juni 2011 | The Remixes digital EP                             | EMI                    |
| Østrig         | 3. juni 2011 | Digital EP 1, The Remixes digital EP               | EMI                    |
| Belgien        | 3. juni 2011 | Digital EP 1, The Remixes digital EP               | EMI                    |
| Finland        | 3. juni 2011 | Digital EP 1, The Remixes digital EP               | EMI                    |
| Italien        | 3. juni 2011 | Digital EP 1, The Remixes digital EP               | EMI                    |
| Nederlandene   | 3. juni 2011 | Digital EP 1, The Remixes digital EP               | EMI                    |
| Schweiz        | 3. juni 2011 | Digital EP 1, The Remixes digital EP               | EMI                    |
| New Zealand    | 3. juni 2011 | Digital EP 1, Digital EP 2, The Remixes digital EP | Warner Music Australia |
| Australien     | 3. juni 2011 | Digital EP 1, Digital EP 2, The Remixes digital EP | Warner Music Australia |
| Storbritannien | 5. juni 2011 | The Remixes digital EP                             | Parlophone             |
| Canada         | 7. juni 2011 | Digital EP 1, The Remixes digital EP               | Astralwerks            |
| USA            | 7. juni 2011 | Digital EP 1, The Remixes digital EP               | Astralwerks            |
| Spanien        | 7. juni 2011 | Digital EP 1, The Remixes digital EP               | EMI                    |
| Australien     | 7. juni 2011 | CD single                                          | Warner Music Australia |